# Poslanci Legislature XXII Kraljevine Italije
Seznam poslancev XXII Legislature Kraljevine Italije, imenovanih z volitvami leta 1904.

## A
- Abbruzzese, Antonio
- Abignente, Giovanni
- Abozzi, Michele
- Agnetti, Alberto
- Agnini, Gregorio
- Aguglia, Francesco
- Albasini Scrosati, Ermanno
- Albertini, Giacomo
- Alessio, Giulio
- Aliberti, Gennaro
- Angiolini, Antonio
- Antolisei, Lamberto
- Aprile, Pietro
- Arigò, Giuseppe[2]
- Arlotta, Enrico
- Arnaboldi Gazzaniga, Bernardo
- Aroldi, Cesare
- Artom, Ernesto
- Astengo, Giuseppe
- Aubry, Augusto
- Avellone, Salvatore

## B
- Baccelli, Alfredo
- Baccelli, Guido
- Badaloni, Nicola
- Ballarini, Carlo[3]
- Baragiola, Pietro
- Barnabei, Felice
- Barracco, Alberto
- Barzilai, Salvatore
- Basetti, Gian Lorenzo
- Bastogi, Gioacchino
- Battaglieri, Augusto
- Battelli, Angelo
- Bentini, Genuzio
- Berenini, Agostino
- Bergamasco, Eugenio
- Berio, Giuseppe
- Bernini, Cesare
- Bertarelli, Pietro
- Bertesi, Alfredo
- Bertetti, Michele
- Bertolini, Pietro
- Bettòlo, Giovanni
- Biancheri, Giuseppe
- Bianchi, Emilio
- Bianchi, Leonardo
- Bianchini, Vincenzo
- Bissolati Bergamaschi, Leonida
- Bizzozero, Carlo
- Bonacossa, Giuseppe
- Bonanno, Pietro
- Bonardi, Massimo
- Borciani, Alberto
- Borghese, Scipione
- Borsarelli di Rifreddo, Luigi
- Boselli, Paolo
- Bottacchi, Giuseppe
- Botteri, Giovanni Battista
- Bovi, Giovanni
- Bracci Testasecca, Giuseppe
- Brandolin, Girolamo
- Brizzolesi, Enrico
- Brunialti, Attilio
- Buccelli, Vittorio

## C
- Cabrini, Angelo
- Cacciapuoti, Francesco Paolo
- Calissano, Teobaldo
- Callaini, Luigi
- Calleri, Giacomo
- Calvi, Gaetano
- Camagna, Biagio
- Camera, Giovanni
- Camerini, Paolo
- Cameroni, Agostino[2]
- Campi, Emilio
- Campi, Numa
- Campus Serra, Antonio
- Canetta, Carlo
- Canevari, Alfredo
- Cantarano, Guglielmo[4]
- Cao Pinna, Antonio
- Capaldo, Luigi
- Capece Minutolo di Bugnano, Alfredo
- Cappelli, Raffaele
- Caputi, Ercole[5]
- Carazzolo, Onofrio
- Carboni Boj, Enrico
- Carcano, Paolo
- Cardani, Pietro
- Carmine, Pietro
- Carnazza, Gabriello[6]
- Carugati, Egildo
- Casciani, Paolo
- Cascino, Calogero
- Cassuto, Dario
- Castellino, Pietro
- Castiglioni, Baldassarre
- Castoldi, Alberto
- Cavagnari, Carlo
- Celesia di Vegliasco, Giovanni
- Celli, Angelo
- Centurini, Alessandro[7]
- Ceriana Mayneri, Ludovico
- Cerulli, Giuseppe
- Cesaroni, Ferdinando
- Chiappero, Alfredo
- Chiapusso, Felice
- Chiesa, Eugenio
- Chiesa, Pietro[8]
- Chimienti, Pietro
- Chimirri, Bruno
- Ciappi, Anselmo
- Ciartoso, Luigi
- Cicarelli, Carlo Vittorio
- Ciccarone, Francesco
- Cimati, Camillo
- Cimorelli, Edoardo
- Cipelli, Vittorio
- Cipriani Marinelli, Giuseppe[9]
- Cirmeni, Benedetto
- Ciuffelli, Augusto
- Cocco Ortu, Francesco
- Cocuzza, Federico
- Codacci Pisanelli, Alfredo
- Coffari, Gerolamo
- Colajanni, Napoleone
- Colosimo, Gaspare
- Comandini, Ubaldo
- Compans di Brichanteau, Carlo
- Conte, Emilio
- Cornaggia Medici Castiglioni, Carlo Ottavio
- Cornalba, Giuseppe
- Cortese, Giacomo
- Costa, Andrea
- Costa Zenoglio, Rolando
- Cottafavi, Vittorio
- Credaro, Luigi
- Crespi, Silvio
- Croce, Francesco
- Curioni, Giovanni
- Curreno, Giacomo
- Cuzzi, Giuseppe

## D
- Da Como, Ugo
- Dagosto, Francesco
- Dal Verme, Luchino
- D'Alì, Antonio
- Daneo, Edoardo
- Danieli, Gualtiero
- Dari, Luigi
- D'Aronco, Raimondo
- De Amicis, Mansueto
- De Andreis, Luigi
- De Asarta, Vittorio
- De Bellis, Vito
- De Felice Giuffrida, Giuseppe
- De Gaglia, Michele
- De Gennaro Ferrigni, Amerigo
- De Giorgio, Pietro
- De Luca, Ippolito Onorio
- De Luca, Paolo Anania
- De Marinis, Enrico
- De Michele Ferrantelli, Domenico
- De Michetti, Carlo
- De Nava, Giuseppe
- De Nobili, Prospero
- De Novellis, Fedele
- De Riseis, Giuseppe
- De Seta, Luigi
- De Tilla, Domenico
- De Viti De Marco, Antonio
- Del Balzo, Girolamo
- Dell'Acqua, Carlo
- Di Broglio, Ernesto
- Di Rudinì, Antonio
- Di Rudinì Starabba, Carlo
- Di Saluzzo, Marco
- Di Sant'Onofrio del Castillo, Ugo
- Di Stefano Napolitani, Giuseppe
- Donati, Carlo

## F
- Fabri, Carlo
- Facta, Luigi
- Faelli, Emilio
- Falaschi, Enrico
- Falcioni, Alfredo
- Falconi, Gaetano
- Falconi, Nicola
- Falletti di Villafalletto, Paolo
- Fani, Cesare
- Farinet, Alfonso
- Farinet, Francesco
- Fasce, Giuseppe
- Fazi, Francesco
- Fazzi, Vito
- Fede, Francesco
- Fera, Luigi
- Ferrarini, Ludovico
- Ferraris, Carlo
- Ferraris, Maggiorino
- Ferrero di Cambiano, Cesare
- Ferri, Enrico
- Ferri, Enrico[10]
- Ferri, Giacomo
- Fiamberti, Massimo
- Filì Astolfone, Ignazio
- Finocchiaro Aprile, Camillo
- Florena, Filippo
- Fortis, Alessandro
- Fortunato, Giustino
- Fracassi di Torre Rossano, Domenico
- Fradeletto, Antonio
- Franchetti, Leopoldo
- Francica Nava, Giovanni
- Fulci, Ludovico
- Fulci, Nicolò
- Furnari, Santi
- Fusco, Ludovico
- Fusinato, Guido

## G
- Gaetani D'Alife, Nicola
- Gaetani di Laurenzana, Luigi
- Galdieri, Paolo Emilio[11]
- Galimberti, Tancredi
- Galletti di Cadilhac, Arturo
- Galli, Roberto
- Gallina, Giacinto
- Gallini, Carlo
- Gallino, Natale
- Gallo, Nicolò
- Galluppi, Enrico
- Gatti, Gerolamo
- Gattoni, Bortolo
- Gattorno, Federico
- Gaudenzi, Giuseppe
- Gavazzi, Lodovico
- Giaccone, Vittorio
- Gianturco, Emanuele
- Giardina, Francesco Saverio
- Ginori Conti, Piero
- Giolitti, Giovanni
- Giordano Apostoli, Giuseppe
- Giovagnoli, Raffaello[2]
- Giovanelli, Odoardo
- Girardi, Francesco
- Giuliani, Gaetano
- Giunti, Leopoldo
- Giusso, Girolamo
- Goglio, Giuseppe
- Gorio, Carlo
- Graffagni, Angelo
- Grassi Voces, Giuseppe
- Grippo, Pasquale
- Gualtieri, Alberto
- Guarracino, Alessandro
- Guastavino, Pietro
- Gucci Boschi, Giovanni
- Guerci, Cornelio
- Guerritore Broya, Errico
- Guicciardini, Francesco
- Gussoni, Gaspare

## J
- Jatta, Antonio

## L
- Lacava, Pietro
- Lampiasi, Ignazio
- Landucci, Lando
- Lanza di Scalea, Pietro
- Lanza di Trabia, Pietro
- Larizza, Bruno
- Lazzaro, Giuseppe
- Leali, Pietro
- Leone, Giuseppe
- Leonetti, Raffaele
- Libertini Gravina di San Marco, Pasquale
- Libertini Pluchinotta, Gesualdo
- Licata, Giuseppe
- Loero, Attilio
- Lucca, Piero
- Lucchini, Angelo
- Lucchini, Luigi
- Lucernari, Annibale
- Lucifero, Alfonso
- Lucifero, Alfredo[12]
- Luzzatti, Luigi
- Luzzatto, Arturo
- Luzzatto, Riccardo

## M
- Macola, Ferruccio
- Majorana, Angelo
- Majorana, Giuseppe
- Malcangi, Cataldo
- Malvezzi de' Medici, Nerio
- Manfredi, Giuseppe
- Mango, Camillo
- Manna, Gennaro
- Mantica, Giuseppe
- Mantovani, Oreste[2]
- Maraini, Clemente
- Maraini, Emilio
- Marazzi, Fortunato
- Marcello, Girolamo
- Marcora, Giuseppe
- Maresca, Eugenio
- Marescalchi, Alfonso[13]
- Marghieri, Alberto
- Marinuzzi, Antonio
- Mariotti, Ruggero
- Marsengo Bastia, Ignazio
- Martini, Ferdinando
- Marzotto, Vittorio
- Masciantonio, Pasquale
- Masi, Saverio
- Masini, Giulio
- Masselli, Antonio
- Massimini, Fausto
- Materi, Francesco Paolo
- Matteucci, Francesco
- Mazziotti, Matteo
- Meardi, Francesco
- Medici, Francesco
- Mel, Isidoro
- Melli, Elio
- Mendaia, Vincenzo
- Merci, Cesare
- Meritani, Giovanni
- Mezzanotte, Camillo
- Miniscalchi Erizzo, Marco
- Mira, Francesco
- Mirabelli, Roberto
- Modestino, Alessandro[14]
- Molmenti, Pompeo
- Montagna, Francesco
- Montauti, Giovanni
- Montemartini, Luigi
- Monti, Gustavo
- Monti Guarnieri, Stanislao
- Morando, Gian Giacomo
- Morelli, Enrico
- Morelli Gualtierotti, Gismondo
- Morgari, Oddino
- Morpurgo, Elio
- Moschini, Vittorio

## N
- Nasi, Nunzio
- Negri de Salvi, Edoardo
- Niccolini, Pietro
- Nitti, Francesco Saverio
- Nuvoloni, Domenico

## O
- Odorici, Odorico
- Orioles, Giuseppe
- Orlando, Salvatore
- Orlando, Vittorio Emanuele
- Orsini Baroni, Francesco
- Ottavi, Edoardo

## P
- Pais Serra, Francesco
- Pala, Giacomo
- Pandolfini, Roberto
- Paniè, Felice
- Pansini, Pietro
- Pantano, Edoardo
- Papadopoli, Angelo
- Pascale, Carlo
- Pasqualino Vassallo, Rosario
- Pastore, Alceo
- Pavia, Angelo
- Pavoncelli, Giuseppe
- Pellecchi, Giuseppe[15]
- Pellegrini, Antonio[16]
- Pellerano, Silvio
- Pennati, Oreste
- Perera, Piero
- Personè, Luciano
- Petroni, Gian Domenico
- Pianese, Giuseppe
- Piccinelli, Giuseppe
- Piccolo Cupani, Vincenzo
- Pilacci, Arturo
- Pinchia, Emilio
- Pini, Enrico
- Pinna, Giuseppe
- Pipitone, Vincenzo
- Pistoja, Francesco
- Placido, Pasquale
- Podestà, Luigi
- Poggi, Tito
- Pompilj, Guido
- Pozzato, Italo
- Pozzi, Domenico
- Pozzo, Marco
- Prinetti, Giulio
- Pucci, Domenico
- Pugliese, Giuseppe Alberto

## Q
- Queirolo, Giovanni Battista[17]
- Quistini, Giovanni

## R
- Raccuini, Domenico
- Raggio, Edilio
- Raineri, Giovanni
- Rampoldi, Roberto
- Rasponi, Carlo
- Rastelli, Giovanni
- Rava, Luigi
- Ravaschieri, Vincenzo
- Rebaudengo, Eugenio
- Reggio, Giacomo
- Resta Pallavicino, Ferdinando
- Ricci, Paolo
- Riccio, Vincenzo
- Rienzi, Nicolò
- Rigola, Rinaldo
- Rizza, Evangelista
- Rizzetti, Carlo
- Rizzo, Valentino
- Rizzone Tedeschi, Corrado
- Rocco, Marco
- Rochira, Francesco
- Romanin Jacour, Leone
- Romano, Adelelmo
- Romano, Giuseppe
- Romussi, Carlo
- Ronchetti, Scipione
- Rondani, Dino
- Rosadi, Giovanni
- Roselli, Francesco
- Rossi, Enrico
- Rossi, Luigi
- Rossi, Teofilo
- Rota, Francesco
- Rovasenda, Alessandro
- Rubini, Giulio
- Ruffo Spinoso, Ferdinando
- Rummo, Gaetano
- Ruspoli, Romolo

## S
- Sacchi, Ettore
- Salandra, Antonio
- Salvia, Ernesto
- Sanarelli, Giuseppe
- Sanseverino, Carlo
- Santini, Felice
- Santoliquido, Rocco[5]
- Saporito, Vincenzo
- Scaglione, Gaetano
- Scalini, Enrico
- Scano, Antonio
- Scaramella Manetti, Augusto
- Scellingo, Mariano
- Schanzer, Carlo
- Semmola, Gustavo
- Serristori, Umberto
- Sesia, Giuseppe
- Sichel, Adelmo
- Sili, Cesare
- Silva, Cesare[18]
- Silvestri, Giulio
- Simeoni, Luigi
- Sinibaldi, Tito
- Socci, Ettore
- Sola Cabiati, Andrea
- Solimbergo, Giuseppe
- Solinas Apostoli, Gian Maria
- Sonnino, Sidney
- Sorani, Ugo
- Sormani, Pietro
- Soulier, Enrico
- Spada, Nicola
- Spagnoletti, Orazio
- Spallanzani, Giuseppe
- Spingardi, Paolo
- Spirito, Beniamino
- Spirito, Francesco
- Squitti, Baldassarre
- Staglianò, Natale
- Stelluti Scala, Enrico
- Strigari, Giovanni
- Suardi, Gianforte

## T
- Talamo, Roberto
- Targioni, Giuseppe
- Taroni, Paolo
- Tecchio, Sebastiano
- Tedesco, Francesco
- Teodori, Enrico
- Teso, Antonio
- Testasecca, Ignazio
- Tinozzi, Domenico
- Tizzoni, Guido
- Toaldi, Antonio
- Todeschini, Mario[19]
- Torlonia, Giovanni
- Torlonia, Leopoldo
- Torraca, Michele
- Torrigiani, Filippo
- Turati, Filippo
- Turbiglio, Giorgio
- Turco, Alessandro

## U
- Umani, Augusto

## V
- Valentino, Giuseppe
- Valeri, Domenico
- Valle, Gregorio
- Valli, Eugenio
- Vallone, Antonio
- Vecchini, Arturo
- Vendemini, Gino
- Venditti, Antonio
- Vendramini, Francesco
- Ventura, Eugenio
- Verzillo, Michele
- Vetroni, Achille[20]
- Vicini, Antonio
- Villa, Tommaso
- Visocchi, Achille
- Vitale, Tommaso

## W
- Weil Weiss, Giuseppe
- Wollemborg, Leone

## Z
- Zabeo, Egisto
- Zaccagnino, Domenico
- Zella Milillo, Michele
- Zerboglio, Adolfo  |}